# 蔡相宇
蔡相宇（韓語：채상우，1999年3月31日—），童星出身的韓國男演員。

## 演出作品

### 電視劇
- 2008年：SBS《我的甜蜜都市》
- 2008年：PBC《鐸德崔良業》
- 2008年：KBS《妻子和女人》飾演 趙必立
- 2009年：SBS《吞噬太陽》
- 2009年：SBS《父親的家》
- 2010年：MBC《越看越可愛》飾演 金俊
- 2011年：SBS《Midas》飾演 金道現（幼年）
- 2011年：SBS《49天》飾演 宋宜秀（幼年）
- 2011年：SBS《城市獵人》飾演 李允誠（幼年）
- 2011年：SBS《樹大根深》飾演 姜彩允／小福（幼年）
- 2011年：JTBC《仁粹大妃》飾演 朝鮮端宗
- 2012年：KBS《大王之夢》飾演 金春秋（少年）
- 2013年：SBS《野王》飾演 河流（少年）
- 2013年：SBS《張玉貞，為愛而生》飾演 朝鮮肅宗（少年）
- 2013年：KBS《劍與花》飾演 淵忠（少年）
- 2013年：JTBC《老大》飾演 朴舜澤（少年）
- 2013年：SBS《奇怪的保姆》飾演 殷斗潔
- 2015年：KBS《不善良的女人們》飾演 國榮秀
- 2015年：KBS《製作人》飾演 羅俊模(少年)
- 2017年：MBC《金錢之花》飾演 張富天(少年)
- 2022年：Disney+ 《第三人稱復仇》飾演 奇伍成

### 電影
- 2009年：《空中曲藝師》
- 2010年：《結婚禮服》
- 2013年：《觀相》
- 2014年：

## 外部連結
- 蔡相宇的Instagram帳戶
- 蔡相宇在HanCinema的頁面（英文）
- 蔡相宇在daum网站的人物资料